# Juan Pablo Ramírez
Juan Pablo Ramírez Velásquez (Medellín, 26 novembre 1997) è un calciatore colombiano, centrocampista dell'Atlético Nacional.

## Caratteristiche tecniche
È un centrocampista offensivo.

## Carriera

### Nazionale
Con la nazionale Under-20 colombiana ha preso parte al campionato sudamericano 2017.